# С-54 (подводная лодка)
С-54 — советская дизель-электрическая подводная лодка серии IX-бис типа С — «Средняя» периода Второй мировой войны. Совершила 5 боевых походов, произвела одну безрезультатную торпедную атаку. В марте 1944 года лодка пропала без вести, предположительно, подорвавшись на минных заграждениях противника.

## История строительства
С-54 была заложена 24 ноября 1936 года на заводе № 194 имени Марти в Ленинграде под заводским номером 403. В разобранном виде по железной дороге была доставлена во Владивосток, где на заводе № 202 (Дальзавод) лодка была окончательно достроена. 4 ноября 1938 года лодка была спущена на воду. Осенью 1940 года она прошла государственные испытания и 31 декабря 1940 года была включена в состав Тихоокеанского Флота ВМС СССР, став первой из шести лодок своего проекта, введённых в строй на Дальнем Востоке и единственной из них, вошедшей в строй до начала Великой Отечественной войны. 
Во время испытаний С-54 имела открытую рубку, аналогичную балтийским лодкам типа «С», однако впоследствии рубка стала полузакрытой, получив иллюминаторы прямоугольной формы, ставшие характерной чертой тихоокеанских «эсок».

## История службы
Начало Великой Отечественной войны С-54 встретила в составе 3-го дивизиона 1-й бригады подводных лодок Тихоокеанского флота во Владивостоке.
5 октября 1942 года С-54 начала межфлотский тихоокеанский переход из Тихого океана на Северный флот через Панамский канал. С 16 октября по 11 ноября лодка находилась на американской военной судоверфи Мэр-Айленд.
Вторая половина пути оказалась тяжёлой — по пути в Галифакс лодка попала в шторм, из-за чего вышла из строя одна из дизельных установок, несколько листов обшивки было сорвано волнами, кроме того, аккумуляторная батарея практически выработала свой ресурс, и долго в подводном положении С-54 находиться не могла. 10 января субмарина прибыла в порт Розайт (Великобритания), где ей заменили батарею, а в Порсмуте провели ремонт и установили гидролокатор и радар. 7 июня 1943 года лодка наконец-то прибыла в порт приписки Полярный, где была зачислена в состав 2-го дивизиона бригады подводных лодок Северного флота ВМС СССР.
В свой первый боевой поход С-54 вышла 27 июня 1943 года под командованием капитана-лейтенанта Д. К. Братишко. На следующий же день у мыса Маккаур обнаружила сторожевой корабль противника, следующего на соединение с конвоем. Залп торпед не дал результата — миновав цель, они взорвались о береговые скалы. Лодке удалось уйти необнаруженной. Во время первого боевого похода С-54 использовала гидролокатор для минной разведки, но в боевой контакт, несмотря на обнаружение кораблей противника, не вступала из-за слабой подготовки личного состава — рулевые не могли удерживать подводную лодку на постоянной глубине.
Три следующих выхода проводились для противодействия вражеским субмаринам, действующим в акватории Баренцева и Карского морей, однако походы были безрезультатны. После третьего выхода лодка встала на ремонт, который продлился до конца 1943 года.
В свой последний поход С-54 вышла 5 марта 1944 года, после чего пропала без вести со всем экипажем в составе 50 человек, в их числе были дивизионный минёр, командир БЧ-2-3 («минно-артиллерийской») из экипажа С-101, командир группы акустиков из экипажа С-102, трое учеников. 21 апреля 1944 года, после истечения всех сроков автономности, лодка была исключена из состава флота.
Вероятнее всего, она подорвалась на мине из заграждений противника в районе Конгс-фьорда. По состоянию на 2022 год, остов лодки так и не был обнаружен.

## Боевые походы
- 27.06.1943 — 11.07.1943
- 27.07.1943 — 05.08.1943
- 08.08.1943 — 29.08.1943
- 06.02.1944 — 18.02.1944
- 05.03.1944 — корабль не вернулся

## Командиры
- Петров Л. Г. (14.06.1938 — 08.1938)
- Емельянов Л. А. (07.1939 — 10.1939)
- Братишко Д. К. (06.11.1940 — 03.1944)

## Память
Трансокеанскому переходу лодки С-54 посвящён киносценарий Владимира Любицкого «Где-то на той войне…».